# Pollionnay
Pollionnay és un municipi francès situat al departament del Roine i a la regió d'Alvèrnia-Roine-Alps. L'any 2007 tenia 1.858 habitants.

## Demografia

### Població
El 2007 la població de fet de Pollionnay era de 1.858 persones. Hi havia 595 famílies de les quals 122 eren unipersonals (39 homes vivint sols i 83 dones vivint soles), 197 parelles sense fills, 256 parelles amb fills i 20 famílies monoparentals amb fills.
La població ha evolucionat segons el següent gràfic:
Habitants censats

### Habitatges
El 2007 hi havia 682 habitatges, 605 eren l'habitatge principal de la família, 43 eren segones residències i 34 estaven desocupats. 570 eren cases i 106 eren apartaments. Dels 605 habitatges principals, 479 estaven ocupats pels seus propietaris, 113 estaven llogats i ocupats pels llogaters i 13 estaven cedits a títol gratuït; 13 tenien una cambra, 32 en tenien dues, 71 en tenien tres, 150 en tenien quatre i 340 en tenien cinc o més. 504 habitatges disposaven pel capbaix d'una plaça de pàrquing. A 213 habitatges hi havia un automòbil i a 363 n'hi havia dos o més.

### Piràmide de població
La piràmide de població per edats i sexe el 2009 era:
| Homes | Edats   | Dones |
| ----- | ------- | ----- |
| 0     | 95 o +  | 12    |
| 0     | 90 a 94 | 20    |
| 16    | 85 a 89 | 52    |
| 20    | 80 a 84 | 36    |
| 20    | 75 a 79 | 28    |
| 32    | 70 a 74 | 36    |
| 48    | 65 a 69 | 40    |
| 36    | 60 a 64 | 32    |
| 36    | 55 a 59 | 36    |
| 56    | 50 a 54 | 48    |
| 72    | 45 a 49 | 64    |
| 60    | 40 a 44 | 64    |
| 56    | 35 a 39 | 68    |
| 44    | 30 a 34 | 44    |
| 36    | 25 a 29 | 44    |
| 52    | 20 a 24 | 32    |
| 52    | 15 a 19 | 48    |
| 48    | 10 a 14 | 36    |
| 52    | 5 a 9   | 28    |
| 36    | 0 a 4   | 60    |

## Economia
El 2007 la població en edat de treballar era de 1.061 persones, 777 eren actives i 284 eren inactives. De les 777 persones actives 746 estaven ocupades (417 homes i 329 dones) i 31 estaven aturades (14 homes i 17 dones). De les 284 persones inactives 92 estaven jubilades, 118 estaven estudiant i 74 estaven classificades com a «altres inactius».

### Ingressos
El 2009 a Pollionnay hi havia 622 unitats fiscals que integraven 1.712 persones, la mediana anual d'ingressos fiscals per persona era de 23.921 €.

### Activitats econòmiques
Dels 72 establiments que hi havia el 2007, 2 eren d'empreses extractives, 2 d'empreses alimentàries, 2 d'empreses de fabricació d'altres productes industrials, 12 d'empreses de construcció, 7 d'empreses de comerç i reparació d'automòbils, 4 d'empreses de transport, 9 d'empreses d'hostatgeria i restauració, 1 d'una empresa d'informació i comunicació, 3 d'empreses financeres, 7 d'empreses immobiliàries, 12 d'empreses de serveis, 7 d'entitats de l'administració pública i 4 d'empreses classificades com a «altres activitats de serveis».
Dels 19 establiments de servei als particulars que hi havia el 2009, 1 era una oficina de correu, 3 paletes, 2 guixaires pintors, 3 fusteries, 2 lampisteries, 1 empresa de construcció, 1 perruqueria, 3 restaurants, 2 agències immobiliàries i 1 saló de bellesa.
Dels 3 establiments comercials que hi havia el 2009, 2 eren fleques i 1 una botiga de material esportiu.
L'any 2000 a Pollionnay hi havia 23 explotacions agrícoles que ocupaven un total de 374 hectàrees.

## Equipaments sanitaris i escolars
El 2009 hi havia 1 hospital de tractaments de mitja durada (seguiment i rehabilitació) i 1 ambulància.
El 2009 hi havia una escola elemental.

## Poblacions més properes
El següent diagrama mostra les poblacions més properes.